# If We Only Knew
If We Only Knew er en amerikansk stumfilm fra 1913 af D. W. Griffith.

## Medvirkende
- Henry B. Walthall
- Blanche Sweet
- Harry Carey
- William Courtright